# Thaumatomyia convexa
Thaumatomyia convexa är en tvåvingeart som beskrevs av Cherian 1990. Thaumatomyia convexa ingår i släktet Thaumatomyia och familjen fritflugor. Inga underarter finns listade i Catalogue of Life.